# Maurice Roëves
Maurice Roëves (* 19. März 1937 in Sunderland, Tyne and Wear; † 15. Juli 2020) war ein britischer Film- und Theaterschauspieler.

## Leben
Obwohl in England geboren, verbrachte Roëves den Großteil seines Lebens in Schottland. In seiner Kindheit litt er an Asthma. Nach der Ableistung seines Wehrdienstes arbeitete Roëves zunächst im kaufmännischen Bereich. Nebenbei engagierte er sich in freien Schauspielgruppen. Dies führte dazu, dass er sich beruflich neu orientierte und eine professionelle Schauspielausbildung am Glasgow College of Dramatic Art absolvierte. Anschließend war er als assistierender Theaterregisseur am Citizens Theatre in Glasgow tätig. Als Schauspieler spielte er seine ersten Rollen in verschiedenen Theaterstücken.
Das Angebot, im Londoner Royal National Theatre als Unterbesetzung für Albert Finney zu agieren, lehnte Roëves 1966 zugunsten einer Nebenrolle in dem Abenteuerfilm Donegal, König der Rebellen ab. Ein Jahr später konnte er eine Hauptrolle in dem Filmdrama Ulysses nach dem Roman von James Joyce übernehmen. Weitere bekannte Filme, in denen Roëves im Laufe seiner weiteren Karriere mitwirkte, waren unter anderem Der Adler ist gelandet, Der letzte Mohikaner, Judge Dredd und Beautiful Creatures. Häufig war der Schauspieler auf die Darstellung von Filmschurken oder hartgesottenen Charakteren abonniert.
Neben seiner Laufbahn als Filmdarsteller wurde Roëves im Laufe der Jahre auch wieder auf der Theaterbühne aktiv und sprang unter anderem am Londoner Royal Court Theatre als Ersatzmann für seinen Schauspielerkollegen Alec Guinness (Titelrolle des McDuff) in einer Aufführung von William Shakespeares Macbeth ein. Auch in der Folgezeit war Roëves noch an verschiedenen Aufführungen am Royal Court Theatre beteiligt.
Roëves war Vater einer Tochter, die aus einer früheren Ehe mit der schottischen Schauspielerin Jan Wilson stammt.

## Filmografie (Auswahl)
- 1966: Donegal, König der Rebellen (The Fighting Prince of Donegal)
- 1967: Ulysses
- 1969: Oh! What a Lovely War
- 1971: Das Mörderschiff (When Eight Bells Toll)
- 1972: A Day at the Beach
- 1972: Der junge Löwe (Young Winston)
- 1975: Die Füchse (The Sweeney, Fernsehserie, eine Folge)
- 1976: Der Adler ist gelandet (The Eagle Has Landed)
- 1979: S.O.S. Titanic
- 1979: Simon Templar – Ein Gentleman mit Heiligenschein (Return of the Saint, Fernsehserie, eine Folge)
- 1981: Flucht oder Sieg (Victory)
- 1982: Das Kommando (Who Dares Wins)
- 1984: Doctor Who (Fernsehserie, Folge 621–624 Die Höhlen von Androzani)
- 1992: Der letzte Mohikaner (The Last of the Mohicans)
- 1993: Raumschiff Enterprise: Das nächste Jahrhundert (Star Trek: The Next Generation, Fernsehserie, Folge 6x20)
- 1995: Judge Dredd
- 1996: Die Bibel – Moses (Moses, Fernsehfilm)
- 1997: Die Bibel – David (David, Fernsehfilm)
- 1998: The Acid House
- 2000: Beautiful Creatures
- 2003: Solid Air
- 2003: EastEnders (Fernsehserie, zwei Folgen)
- 2005: The Dark
- 2007: Hallam Foe – This Is My Story (Hallam Foe)
- 2009: The Damned United – Der ewige Gegner (The Damned United)
- 2009: New Tricks – Die Krimispezialisten (New Tricks, Fernsehserie, Folge 6x05)
- 2010: Brighton Rock
- 2013: Harrigan
- 2015: Macbeth
- 2020: The Nest (Fernsehserie, eine Folge)